# Артеменко, Юрий Анатольевич
Юрий Анатольевич Артеменко (укр. Юрій Анатолійович Артеменко; род. 28 февраля 1963, Запорожье) — украинский журналист, политик, общественный деятель, народный депутат Украины IV и V созывов. Председатель Национального совета Украины по вопросам телевидения и радиовещания (2014—2019).. Заслуженный журналист Украины (2013).

## Биография
C 1983 работал корреспондентом, заведующим отделом информации, заместителем главного редактора, главным редактором, исполнительным директором газеты «Комсомолець Запоріжжя» (с 1991 — газета «МИГ»). С 2000 — также генеральный директор издательского дома «Керамист». В 1989 году окончил Киевский государственный университет им. Т. Г. Шевченко по специальности «журналистика».
В 1998—2002 гг. входил в состав секретариата Запорожской областной организации Национального Союза журналистов Украины, состоял консультантом международного фонда IREX (программа ProMedia); был избран депутатом Запорожского областного совета (1998—2002).
В 2002 г. окончил Межрегиональную академию управления персоналом по специальности «юриспруденция».
Состоял в партиях «Солидарность» (был членом политсовета), Народном союзе «Наша Украина» (член совета; в марте 2005 — июле 2007 г. — председатель Запорожской областной организации).
В 2002—2005 гг. — народный депутат Верховной рады Украины IV созыва (самовыдвижение по избирательному округу № 77 Запорожской области), член фракции «Наша Украина», заместитель председателя комитета по вопросам свободы слова и информации.
С февраля по ноябрь 2005 г. возглавлял Запорожскую областную государственную администрацию.
В 2001—2005 гг. являлся учредителем, членом правления и вице-президентом Украинской ассоциации издателей периодической прессы.
В 2006—2007 гг. — народный депутат Верховной рады Украины V созыва (№ 55 в избирательном списке блока «Наша Украина»), член фракции «Наша Украина», заместитель председателя комитета по вопросам экологической политики, природопользования и ликвидации последствий Чернобыльской катастрофы.
В 2007 году вышел из «Нашей Украины»
В 2008—2010 гг. возглавлял Общественный совет Госкомтелерадио Украины.
В 2010 г. окончил НТТУ «Киевский политехнический институт» по специальности «административный менеджмент»
С июля 2010 по июнь 2011 г. — заместитель министра культуры и туризма Украины, курировал вопросы туризма и футбольного чемпионата Евро-2012.
В октябре 2011 года сдал экзамены и получил свидетельство о праве на занятие адвокатской деятельностью (решение МКДКА №4715 от 25.102011 г.)
Входит в состав Общественного совета Госкомтелерадио Украины (в 2008—2010 гг. был его председателем), Наблюдательного совета международного благотворительного фонда «Допомога» (с 2009 г. — председатель)
С 2013 года — внештатный советник Министра иностранных дел Украины
7 июля 2014 года Юрий Артеменко указом президента Украины Петра Порошенко назначен членом Национального совета Украины по вопросам телевидения и радиовещания. 9 июля избран председателем этого регуляторного органа.
4 мая 2019 года заявил о своей отставке.
С должности члена Национального совета был уволен указом Президента Владимира Зеленского 9 июля 2019 года в связи с истечением пятилетнего срока полномочий.
За 2015 год Национальный совет Украины по вопросам телевидения и радиовещания во главе с Юрием Артеменко изъял из отечественного эфира более 10 российских телеканалов, а также иностранные фильмы и программы, в которых участвуют лица, призывавшие к развязыванию войны, агрессивных действий или их пропаганды. В течение 2015-2016 годов проводилась работа по расширению теле- и радиовещания на территории АТО и временно оккупированного Крыма. Кроме этого, Нацсовет под руководством Юрия Артеменко тщательно контролирует выполнение квот на украинские песни и язык отечественными радиостанциями. Всего в течение 2015 -2019 года Нацсоветом под руководством Ю.Артеменко было изъято из украинского эфира более 70 российских телеканалов
С июня 2019 — вице-президент кинокомпании Star Media.В феврале 2022 года, после начала полномасштабного вторжения России, уволился с этой должности
С 2020 — председатель Наблюдательного совета Киевского национального университета театра, кино и телевидения имени И. К. Карпенко-Карого.
Ответственный секретарь Наблюдательного Совета Национального медицинского университета имени А.Богомольца
В январе 2021 включён в состав Наблюдательного совета Украинского культурного фонда.
С 2021 по 2024 год исполнял обязанности председателя Наблюдательного Совета Украинского культурного Фонда
Соучредитель Международной франко-украинской кинокомпании «Apple Tree Vision».
Соучредитель компании «Украинский продюсерский хаб». Является продюсером более 12 полнометражных кинофильмов и телевизионных сериалов, среди которых в частности фильм «Последний наемник» для платформы Netflix с участием Жан Клод Ван Дамма, фильм «ШТТЛ» - победитель многих международных кинофестивалей, лента «Я, Победа и Берлин» о певце Андрее Кузьменко (Скрябина), которая стала одним из самых кассовых фильмов в истории современной Украины.

### Семья
Жена — Елена Николаевна (род. 1963). Дети:  сын Денис (род. 1992), дочка Наталія (1981) от первого брака жены; внучка Полина.и внук Даниэль

## Награды и признание
- Лучший журналист года в Запорожском регионе (1988)
- Премия «Человек года» в Запорожском регионе (1999)
- «Телетриумф» (специальная награда Национального Совета по вопросам телевидения и радиовещания Украины) — за личный вклад в развитие телевидения Украины[22]
- «Знак Почёта» (отличие Министерства обороны Украины)[23]
- Знак отличия Президента Украины Виктора Ющенко «Гвардеец Революции» I степени[24]. Юрий Артеменко торжественно вручал в зале облгосадминистрации знаки отличия «Гвардеец революции» и грамоты участникам оранжевой революции в Запорожской области[25]
- Заслуженный журналист Украины (2013)[26]
- Орден князя Ярослава Мудрого V степени (2016)[27]
- Награжден нагрудным знаком Министерства культуры и туризма Украины. «Почетный работник туризма Украины» (постановление Коллегии МКТ № 5/24 от 18.05.2011 г.)
- Награжден Орденом Изабелы Католички (указ Короля Испании от 23.07.2013)
- Государственный служащий 1-го ранга - с 2007 года (Распоряжение Председателя Верховной Рады Украины № 1326 от 23.11.2007 г.)
- Журнал «Фокус» отнес Артеменко под № 85 в рейтинг «100 самых влиятельных украинцев 2014 года».
- Председатель Наблюдательного совета Киевского национального университета театра, кино и телевидения имени И. К. Карпенко-Карого (2020)
- Ответственный секретарь Наблюдательного Совета Национального медицинского университета имени А.Богомольца[16]
- Член Наблюдательного совета Украинского культурного фонда (2021-2024)
- Член Украинской киноакадемии (2021)

1. 1 2  http://file.liga.net/person/923-urii-artemenko.html
2. ↑  Артеменко Юрий Анатольевич на ЛІГА.Досье. Дата обращения: 15 августа 2012. Архивировано 3 ноября 2014 года.
3. ↑  УКАЗ ПРЕЗИДЕНТА УКРАЇНИ № 186/2019. Дата обращения: 4 мая 2019. Архивировано 4 мая 2019 года.
4. ↑  Об издании. Газета МИГ. Дата обращения: 1 мая 2020. Архивировано 26 мая 2020 года.
5. 1 2  Артеменко Юрій Анатолійович. Інтернет-довідник "Офіційна Україна сьогодні". Архивировано 21 декабря 2013 года.
6. ↑  Стельмах В. Кнут, пряник и фонтаны // Эксперт. — 2005. — № 35 (38), 19 сентября. Архивировано 4 марта 2016 года.
7. ↑  Итоги выборов в Верховную Раду. Статистика по партиям. Списки депутатов. Украина сегодня (11 апреля 2006). Дата обращения: 15 августа 2012. Архивировано из оригинала 13 мая 2008 года.
8. ↑  Народний депутат України V скликання. Артеменко Юрій Анатолійович. Дата обращения: 4 ноября 2014. Архивировано из оригинала 4 ноября 2014 года.
9. ↑  Артеменко та Сокирко вийшли з НСНУ. tsn.ua (12 июля 2007). Дата обращения: 10 февраля 2014. Архивировано 25 декабря 2013 года.
10. ↑  Про утворення Організаційного комітету з урочистого відкриття… | від 23.02.2011 № 187-р. Дата обращения: 21 декабря 2013. Архивировано 4 марта 2016 года.
11. ↑  Офіцiйний сайт Юрія МІРОШНИЧЕНКА ПРЕДСТАВНИК ПРЕЗИДЕНТА УКРАЇНИ У ВЕРХОВНІЙ РАДI УКРАЇНИ — Юрій Мірошниченко зустрівся з дипломатичним представником Республіки Сінгапур (недоступная ссылка)
12. ↑  Указ Президента України  Про призначення Ю. Артеменка членом Національної ради України з питань телебачення і радіомовлення № 575/2014 (7 июля 2014). Дата обращения: 3 ноября 2014. Архивировано 1 марта 2022 года.
13. ↑  Дякую за спільну роботу — заява голови Національної ради Юрія Артеменка. Дата обращения: 4 мая 2019. Архивировано 4 мая 2019 года.
14. ↑  УКАЗ ПРЕЗИДЕНТА УКРАЇНИ № 510/2019 — Офіційне інтернет-представництво Президента України. Дата обращения: 4 октября 2020. Архивировано 8 октября 2020 года.
15. ↑  У Нацраді назвали кількість російських телеканалів, які заборонили в Україні протягом останніх шести років (укр.). ГЛАВКОМ (6 марта 2020). Дата обращения: 3 ноября 2024. Архивировано 28 апреля 2024 года.
16. 1 2  Наглядова рада. Національний медичний університет імені О.О.Богомольця (17 августа 2022). Дата обращения: 3 ноября 2024. Архивировано 8 октября 2024 года.
17. ↑  фонд, Український культурний. Юрія Артеменка обрано виконуючим обов’язки Голови Наглядової Ради Українського культурного фонду (неопр.). ucf.in.ua. Дата обращения: 3 ноября 2024. Архивировано 9 октября 2024 года.
18. ↑  Артеменко Юрій Анатолійович. LB.ua (7 мая 2019). Дата обращения: 3 ноября 2024. Архивировано 8 октября 2024 года.
19. ↑  Yuriy Artemenko | Producer (амер. англ.). IMDb. Дата обращения: 3 ноября 2024.
20. ↑  Фільм «Я, «Побєда» і Берлін» вже зібрав понад ₴53 мільйони у прокаті (укр.). www.ukrinform.ua (16 апреля 2024). Дата обращения: 3 ноября 2024. Архивировано 25 декабря 2024 года.
21. ↑  Юрій Артеменко на новорічному святі відповідає за феєрверки. Архивировано 4 ноября 2014 года.
22. ↑  Національна рада Архивировано 24 декабря 2013 года.
23. ↑  Новини : На «Уральських казармах» — новий командуючий. Дата обращения: 21 декабря 2013. Архивировано 23 декабря 2014 года.
24. ↑  Жители Запорожской области, награждённые Знаком отличия Президента Украины «Гвардеец революции» I степени. — № 40 (6516). — С. 4.
25. ↑  «Братство» и социалисты испортили праздник «гвардейцам» Ющенко. Ура-информ (28 сентября 2005). Архивировано 21 декабря 2013 года.
26. ↑  Архівована копія. Дата обращения: 18 июля 2016. Архивировано 21 сентября 2016 года.
27. ↑  Указ Президента України № 505/2016 від 15 листопада 2016 року «Про відзначення державними нагородами України з нагоди Дня працівників радіо, телебачення та зв’язку». Дата обращения: 16 ноября 2016. Архивировано 17 ноября 2016 года.